# في رعاية الرب (لوحة)
في رعاية الرب (بالإنجليزية: God Speed)، هي لوحة زيتية للرسام البريطاني إدموند لايتون.

## تفاصيل اللوحة
تُصوّر اللوحة فارس ذاهب إلى الحرب وتارك حبيبته، فيما تقوم المرأة بربط وشاح أحمر حول ذراع الفارس وهو ما يعني أنه سيعود قريباً حيث كان ذلك تقليداً في العصور الوسطى ومعناها أن الطرفان سيتم جمع شملهما، وسيكونان على قيد الحياة وبصحة جيدة. ويرمز الفتخاء الموجود على درابزين الدرج إلى القوة والشجاعة العسكرية. ثم يخرج الفارس من القلعة من خلال الباب المنزلق.
كان أول عرض للوحة في الأكاديمية الملكية للفنون عام 1900.
كانت لوحة «في رعاية الرب» الأولى من ضمن عدة لوحات رسمها ليتون في عقد 1900 عن موضوع الفروسية، من اللوحات الأخرى كانت «وسام الفارس» (1901) و«الإخلاص» (1908).

## ملكية اللوحة
بِيعت اللوحة لعدة أشخاص وفي عام 1988 ظهرت اللوحة في دار كريستيز للمزادات. ثم بِيعت لمشتري أمريكي وفي عام 2000، تم عرضها مرة أخرى في دار كريستيز. وظهرت اللوحة في عام 2007 في دار سوذبيز للمزادات ثم في دار بريطاني لعرض المقتنيات الخاصة. وفي يوم 10 مايو 2012 بيعت اللوحة مرة أخرى لأحد هاويي جمع لوحات في مزاد أُقيم في لندن.